# Ona FM
Ona FM va ser una emissora de ràdio en català que pertania a l'empresa Unión Radio, participada majoritàriament pel grup PRISA.

## Història
L'emissora va néixer el 1998 amb el nom d'Ona Catalana a partir de la suma de les emissores privades Ràdio Olot, Ona Girona, Ràdio Costa Brava, Ràdio Pirineus i Ràdio Ripoll, que s'amplià s’amplià amb l’entrada de Grup Zeta (fins al 2002) i Radio Ambiente Musical, que van afegir les seves freqüències. Inicialment tenia dos canals, Ona Catalana i Ona Música. El 2005 fou comprada pel grup PRISA, que reconvertí l'emissora, inicià les transmissions amb el nom d'Ona FM el 23 d'abril de 2007 emprant part de les freqüències d'Ona Catalana (2000-2007), cadena que fou adquirida per Unión Radio l'estiu de 2005. Finalitzà les seves emissions al juny de 2012 a causa de la crisi econòmica i alguns dials van passar a la seva emissora germana Máxima FM.
Des de llavors i fins al 26 de febrer de 2015 se sentia una ràdio fórmula musical sota el nom d'Ona FM. L'endemà les seves freqüències començaven a emetre Cadena SER Catalunya.

## Programació
El seu eslògan era Esport & diversió car oferia una programació temàtica basada en els esports, la música i l'humor.
Els caps de setmana es combinava la radio fórmula musical i les transmissions de Barça i Madrid, dirigides per Ignasi Taltavull amb les narracions de Miquel Agut (Barça) i Joan Barau (Madrid).
També emetia un butlletí horari amb informació esportiva a cada hora en punt i trams de programació en desconnexió local a les emissores d'Andorra, Barcelona, Girona, Lleida i Tarragona. Van destacar programes com el Fora de joc amb Sique Rodríguez, l'Ona Sport nit amb Ignasi Taltavull, La Graderia amb Carles Cortés, Miquel Agut o Lluís Flaquer i Gol Nord amb Xavier Saisó on es tractaven temes futbolístics o Fan Zone amb Arnau Gascón on es parlava de noves tecnologies, d'esport o de música al món urbà.

## Freqüències
- Alt Empordà 104.0 FM
- Barcelona 103.5 FM
- Empordà 104.4 FM
- Lleida 99.2 FM
- Catalunya Central 104.4 FM
- Olot 98.1 FM
- Penedès 104.0 FM
- Ripoll 90.6 FM
- Tarragona 97.1 FM